# Ethusa thieli
Ethusa thieli is een krabbensoort uit de familie van de Ethusidae. De wetenschappelijke naam van de soort is voor het eerst geldig gepubliceerd in 2007 door Spiridonov & Türkay.